# Soupe champenoise

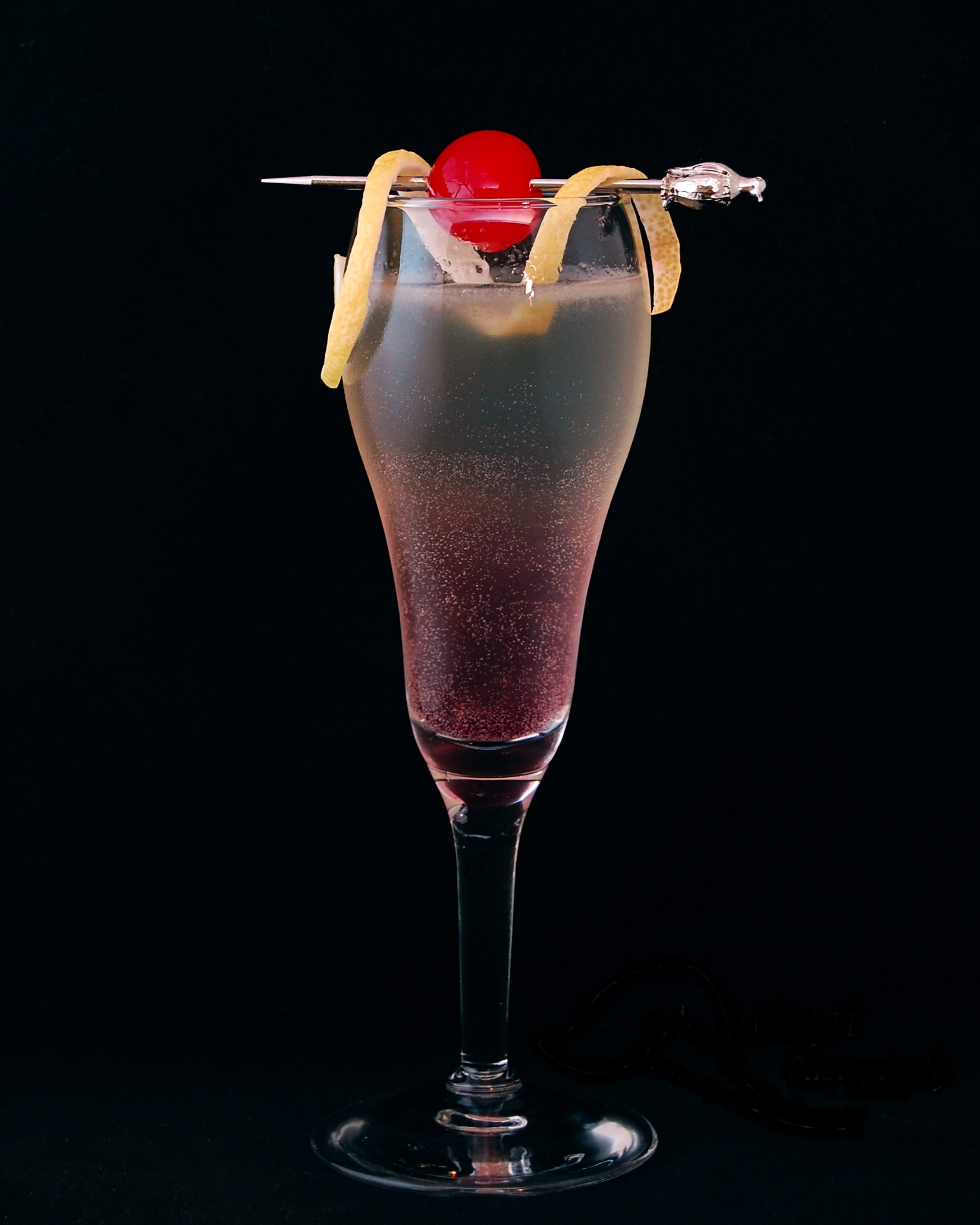
Soupe champenoise.

La soupe champenoise est un apéritif traditionnel de la Champagne, dérivé de la soupe angevine, composé de citron vert, de Cointreau et de sucre de canne liquide auxquels on ajoute du vin de Champagne ou du mousseux.

## Variantes
Ce cocktail peut se décliner avec des fruits, sirops de fruit et crèmes ou liqueurs de fruit. L'accord le plus traditionnel se fait avec des framboises ou des litchis, des pêches, du citron vert, de la liqueur d'orange, du melon, des fraises, du sirop de grenadine, de l'ananas, etc..

## Galerie

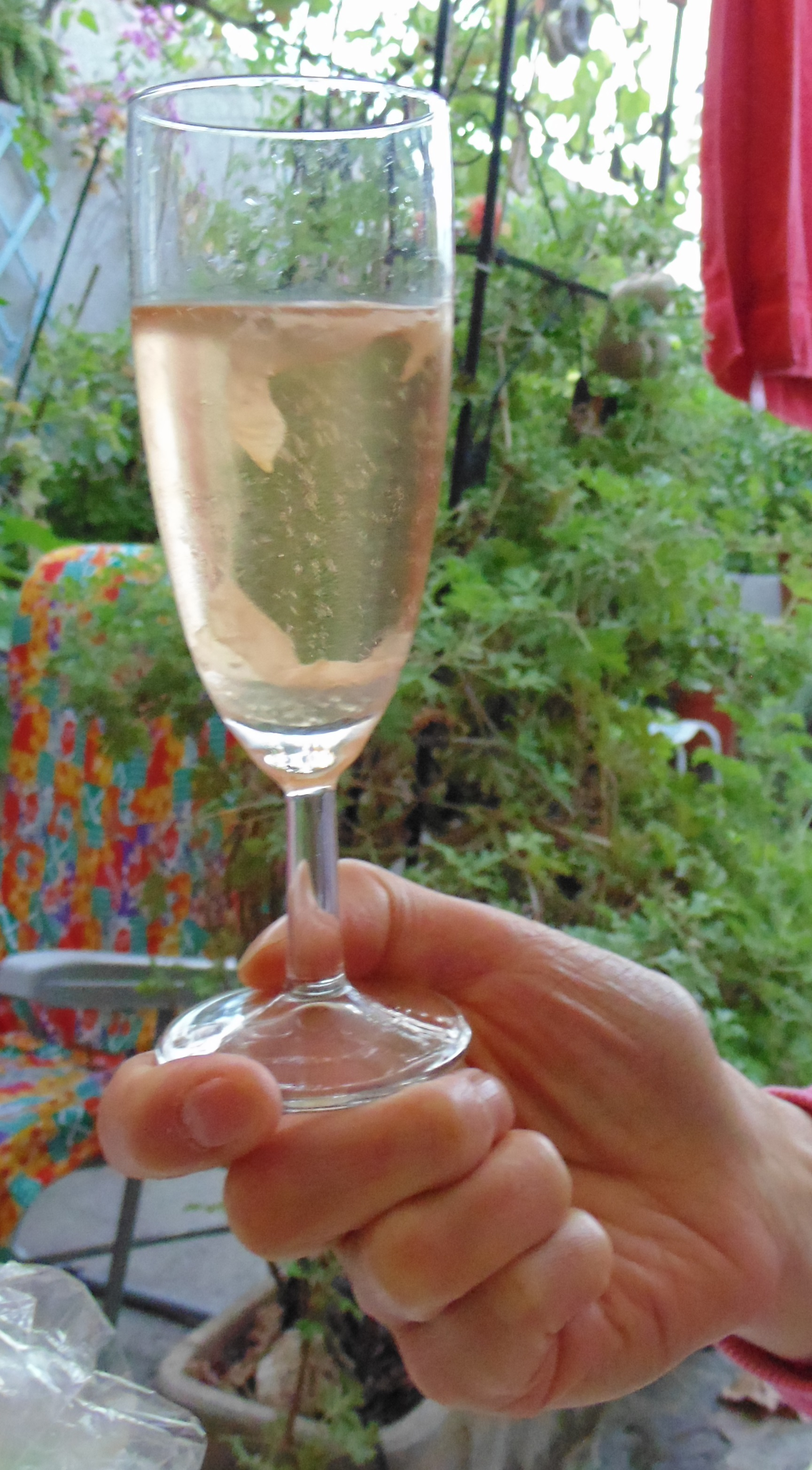
Champagne rosé avec ses pétales de rose.
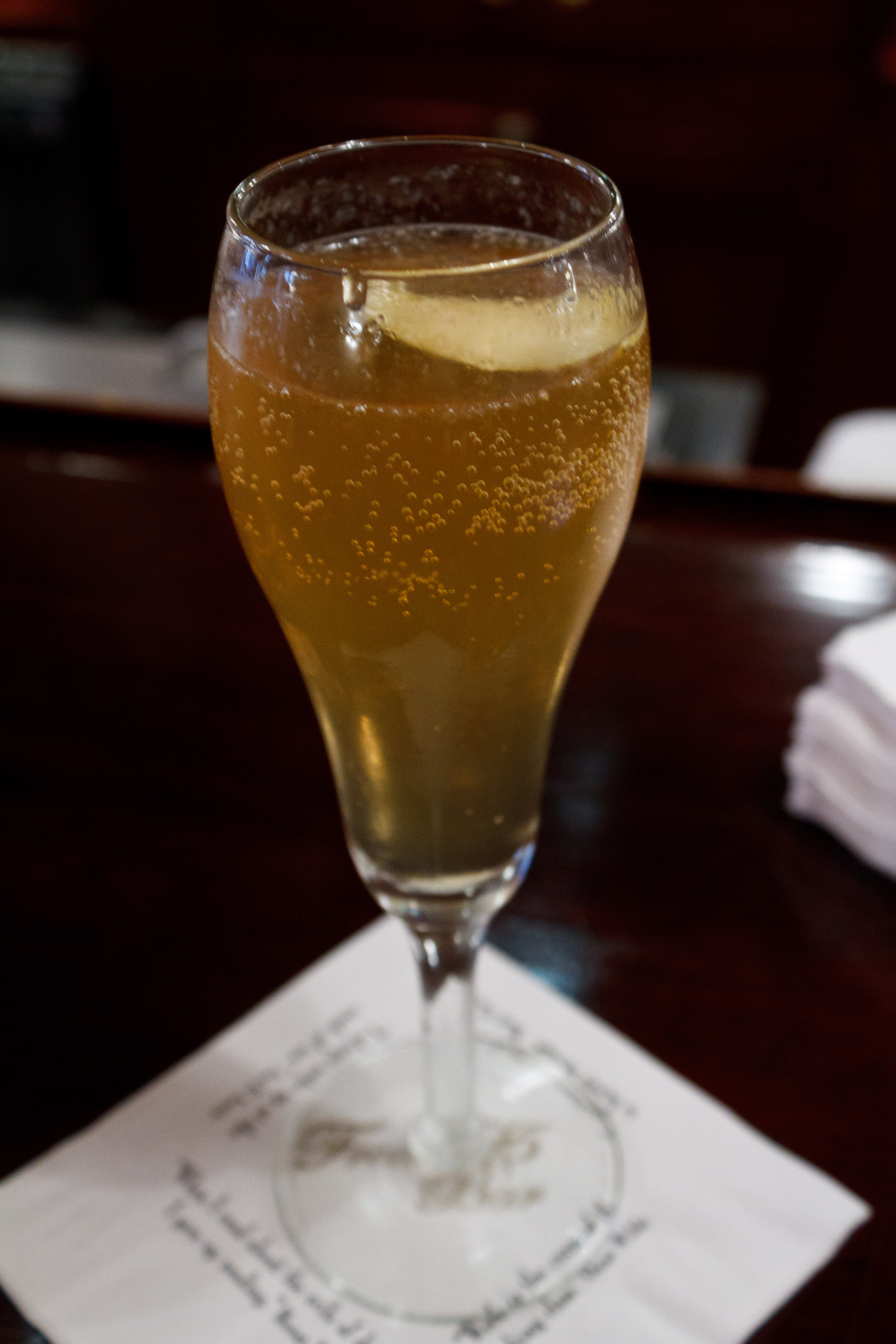
French 75.
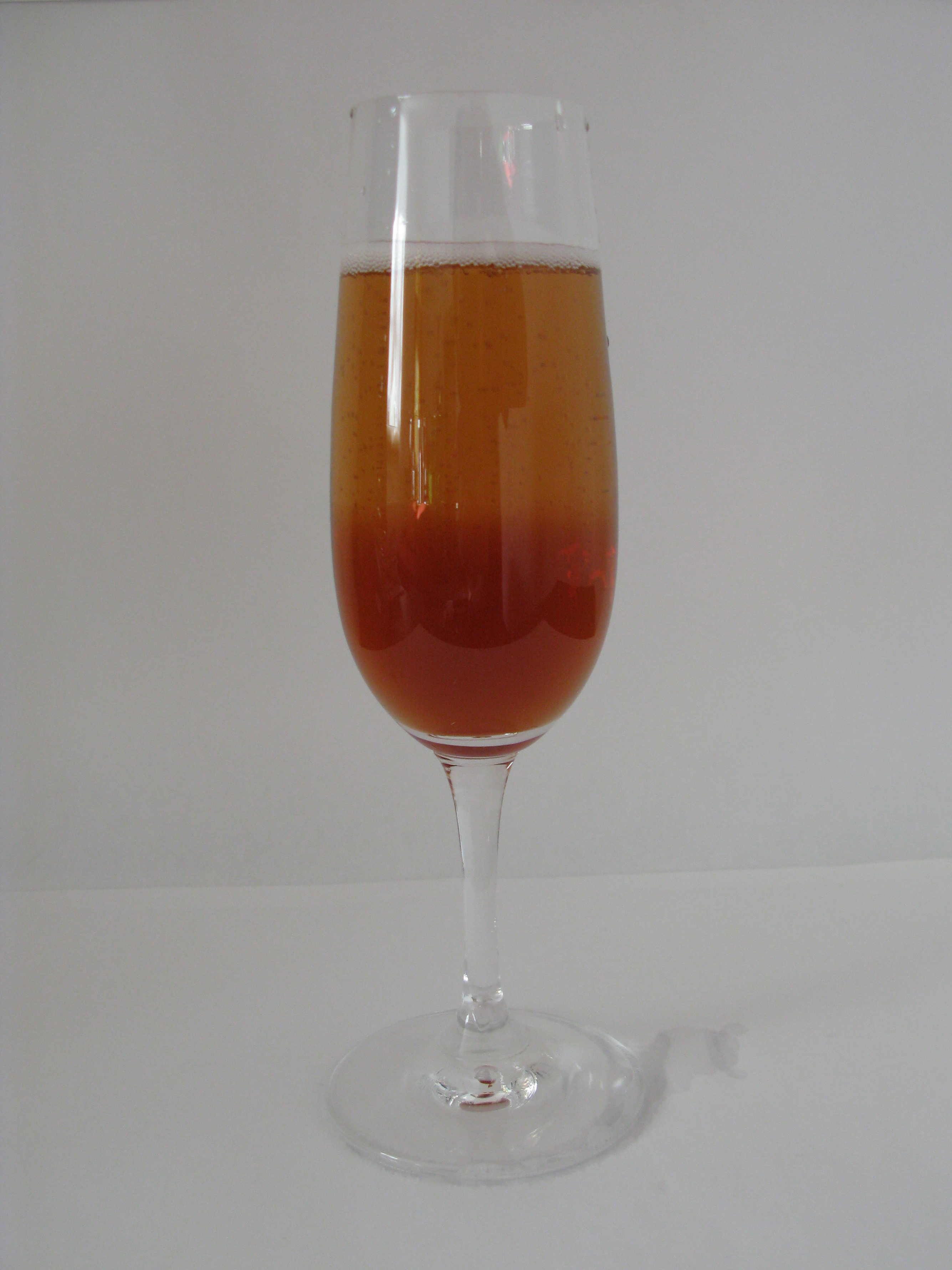
Kir royal.
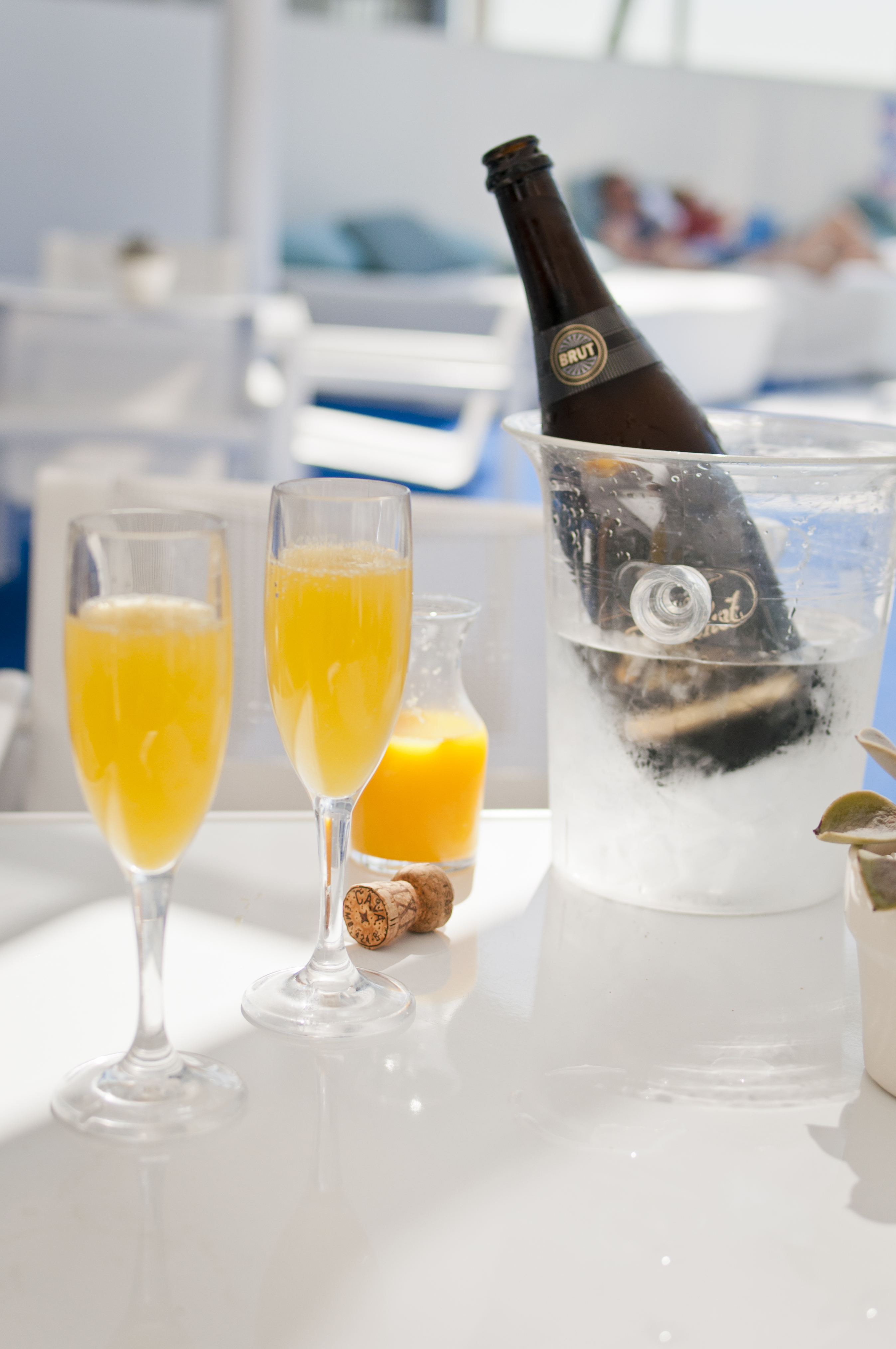
Mimosa.